# Nimbougou
Nimbougou est une commune du Mali, dans le cercle de Kadiolo et la région de Sikasso.